# Tropaioúchos
Tropaioúchos (Tropaiouchos) är en ort i Grekland.   Den ligger i prefekturen Nomós Florínis och regionen Västra Makedonien, i den norra delen av landet, 400 km nordväst om huvudstaden Aten. Tropaioúchos ligger 688 meter över havet och antalet invånare är 323.
Terrängen runt Tropaioúchos är varierad. Runt Tropaioúchos är det ganska glesbefolkat, med 23 invånare per kvadratkilometer. Närmaste större samhälle är Florina, 5,3 km nordväst om Tropaioúchos. I omgivningarna runt Tropaioúchos växer i huvudsak lövfällande lövskog.